# Kfar Yam
Kfar Yam,  en hébreu : כפר ים, est un ancien avant-poste israélien (colonie illégale), situé au sud de la bande de Gaza. Administrativement, il faisait partie du Gush Katif. Il est fondé en 1983, dans une ancienne résidence construite pour les officiers de l'armée d'occupation égyptienne. L'avant-poste est démantelé en 2005, dans le cadre du plan de désengagement de la bande de Gaza.

## Source de la traduction
- (en) Cet article est partiellement ou en totalité issu de l’article de Wikipédia en anglais intitulé « Kfar Yam » (voir la liste des auteurs).